# Cleveland (Utah)
Cleveland es una población del condado de Emery, estado de Utah, Estados Unidos. Según el censo de 2000, la población tenía 508 habitantes.

## Geografía
Cleveland se encuentra en las coordenadas 39°20′53″N 110°51′19″O / 39.34806, -110.85528.
Según la oficina del censo de Estados Unidos, la localidad tiene una superficie total de 2,3 km². No tiene superficie cubierta de agua.

## Demografía
Según el censo de 2000, había 508 habitantes, 164 casas y 139 familias residían en la localidad. La densidad de población era 220.4 habitantes/km². Había 173 unidades de alojamiento con una densidad media de 75,1 unidades/km².
La máscara racial de la localidad era 97,24% blanco, 0,20% indio americano, 0,20% de otras razas y 2,36% de dos o más razas. Los hispanos o latinos de cualquier raza eran el 0,59% de la población.
Había 164 casas, de las cuales el 48,2% tenía niños menores de 18 años, el 76,2% eran matrimonios, el 6,1% tenía un cabeza de familia femenino sin marido, y el 15,2% no eran familia. El 15,2% de todas las casas tenían un único residente y el 6,7% tenía sólo residentes mayores de 65 años. El promedio de habitantes por hogar era de 3,10 y el tamaño medio de familia era de 3,44.
El 33,9% de los residentes era menor de 18 años, el 10,8% tenía edades entre los 18 y 24 años, el 25,0% entre los 25 y 44, el 20,3% entre los 45 y 64, y el 10,0% tenía 65 años o más. La media de edad era 30 años. Por cada 100 mujeres había 92,4 hombres. Por cada 100 mujeres de 18 años o más, había 95,3 hombres.
El ingreso medio por casa en la ciudad era de 33.500$, y el ingreso medio para una familia era de 43.000$. Los hombres tenían un ingreso medio de 33.750$ contra 14.286$ de las mujeres. Los ingresos per cápita para la ciudad eran de 11.774$. Aproximadamente el 6,3% de las familias y el 8,1% de la población estaban por debajo del nivel de pobreza, incluyendo el 8,5% de menores de 18 años y el 10,4% de mayores de 65.
- Datos: Q483337
- Multimedia: Cleveland, Utah / Q483337